# Glanssmaragd
Glanssmaragd (Chlorostilbon lucidus) är en fågel i familjen kolibrier.

## Utseende och läte
Glanssmaragden är en liten helt glittrande grön kolibri med kluven mörkblå stjärt och mörka vingar. Hanen har en svartspetsad röd näbb och blå strupe, medan honan har vit buk, svart ögonmask och svart näbb med röd näbbrot.

## Utbredning och systematik
Glanssmaragden förekommer i östra Sydamerika. Den delas in i fyra underarter med följande utbredning:
- Chlorostilbon lucidus pucherani – förekommer i östra Brasilien (Maranhão och Ceará till Paraná)
- Chlorostilbon lucidus lucidus – förekommer från östra Bolivia till Paraguay och västcentrala Brasilien (Mato Grosso)
- Chlorostilbon lucidus igneus – förekommer från nordvästra Argentina (Jujuy och Chaco till Mendoza och San Luis)
- Chlorostilbon lucidus berlepschi – förekommer från södra Brasilien (Rio Grande do Sul) till Uruguay och nordöstra Argentina

Underarten igneus inkluderas ofta i lucidus.

## Levnadssätt
Glanssmaragden hittas i en rad olika öppna och halvöppna miljöer, som skogsbryn, öken, savann och trädgårdar. Den besöker kolibrimatare.

## Status
Arten har ett stort utbredningsområde och internationella naturvårdsunionen IUCN kategoriserar arten som livskraftig. Beståndsutvecklingen är dock oklar.